# Szarbaraz

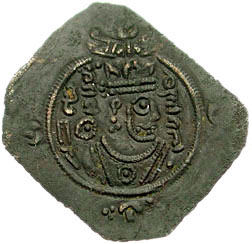
Szarbaraz

Szarbaraz (zm. 9 czerwca 630) – wódz perski, spahbod (głównodowodzący) za Chosroesa II (590–628). 
Jego imię oznacza dosłownie " Odyńca Imperium " i jest prawdopodobnie tytułem. W latach 613 i 614 zdobył na Bizancjum Damaszek i Jerozolimę. Pokonany w kontrofensywie cesarza Herakliusza został następnie, dzięki bizantyjskim zabiegom dyplomatycznym, skłoniony do neutralności w wojnie, co zapewniło Bizancjum ostateczne zwycięstwo. 
27 kwietnia 630 obalił Ardaszira III i uzurpował tytuł szacha. Zawarł z Bizancjum honorowy pokój, wkrótce jednak zginął zamordowany. Bratem Szarbaraza był inny wódz, Szahin.